# Formica bicolor
Formica bicolor är en myrart som beskrevs av Leach 1825. Formica bicolor ingår i släktet Formica och familjen myror. Inga underarter finns listade i Catalogue of Life.